# Tumova koča na Slavniku
Tumova koča na Slavniku (1018m) je planinska postojanka, ki stoji tik pod vrhom Slavnika (1028m) v severni Čičariji in je zadnji tisočak. Pogorje se proti jugozahodu spusti v Podgorski Kras, proti severu pa v Matarsko podolje.

## Zgradba
Zgrajena je bila leta 1957 in se imenuje po dr. Henriku Tumi (1858-1935). Ideja o gradnji koče na Slavniku je bila sprejeta na ustanovnem občnem zboru PD Koper leta 1949. Graditi so jo začeli leta 1955 in 24. junija 1956 so v kletnih prostorih že odprli zasilno oskrbovano planinsko postojanko. Dokončana in svečano odprta je bila 7. julija 1957. Poimenovali so jo po dr. Henriku Tumi (1858-1935), znanem slovenskem alpinistu, planinskem ideologu, botaniku, politiku in narodnem buditelju. V letih 1988 in 1994 so kočo temeljito prenovili. Zgradili so tudi prizidek za sanitarije in večji vhodni predprostor, s kovinsko oblogo zaščitili fasado, obnovili vse instalacije, prostore in opremo ter povečali jedilnico.
Koča je odprta ob sobotah, nedeljah in praznikih, za skupine pa po dogovoru z z najemnikom tudi med tednom. V gostinskem prostoru je 70 sedežev, tukaj je tudi peč na drva; v sobah je 8 postelj, na skupnem ležišču pa še 20 ležišč. Koča ima WC, umivalnico z mrzlo vodo, voda je kapnica, elektrika služi za razsvetljavo.

## Dostopi
- Po gozdni cesti iz Hrpelj (497 m), do parkirišča pred kočo, 11 km (z avtomobilom)
- Iz Kozine pod Hrpeljsko goro in čez Jegno - 3 h.
- Iz Bač pri Materiji, čez Povšane in pod Mrzlim vrhom - 2 h 30.
- Iz Markovščine skozi Skadanščino (567m) po SPP - 2 h 30.
- Po lokalni cesti Kozina-Obrov-Golac, do Gojakov, čez Velika in Mala Vrata - 2 h 30.
- Po lokalni cesti iz Črnega Kala do Podgorja (518m), do koče 1 h.
- Po lokalni cesti iz Kozine do Prešnice (480m), po SPP - 2 h.

Tumova koča na Slvniku je kontrolna točka Slovenske planinske poti, Evropske pešpoti E6, Poti kurirjev in vezistov, Istrske planinske poti in Poti MDO Primorsko-Notranjskih PD.

## Razgledi
Ob jasnem vremenu je s Slavnika obširen razgled. Proti severovzhodu se vidijo v daljavi Kamniško-Savinjske Alpe, pred njimi sta na obzorju na Nanos in Vremščica, še bliže Brkini in Matarsko podolje. Proti vzhodu vidimo Javornike, Sv. Trojico in Snežnik ter vrhove v Gorskem Kotarju z Risnjakom in Snježnikom. Proti jugu se vidi Kvarnerski zaliv, pred njim Planik in Učka ter hribovit svet Čičarije s Kojnikom in Žbevnico. Proti zahodu je slovenska obala s Koprom, desno sta Trst in Tržič (Monfalcone) in ob ugodnem vremenu se vidi Gradež in Benetke. Proti severozahodu se v daljavi pokažejo Dolomiti, Karnijske in Ziljske Alpe, Julijci s Triglavom in Karavanke, pred njimi pa leži obsežen Trnovski gozd, gričevje med Vipavsko dolino in Krasom s Trsteljem ter Kraško gričevje.